# Louis Eysen

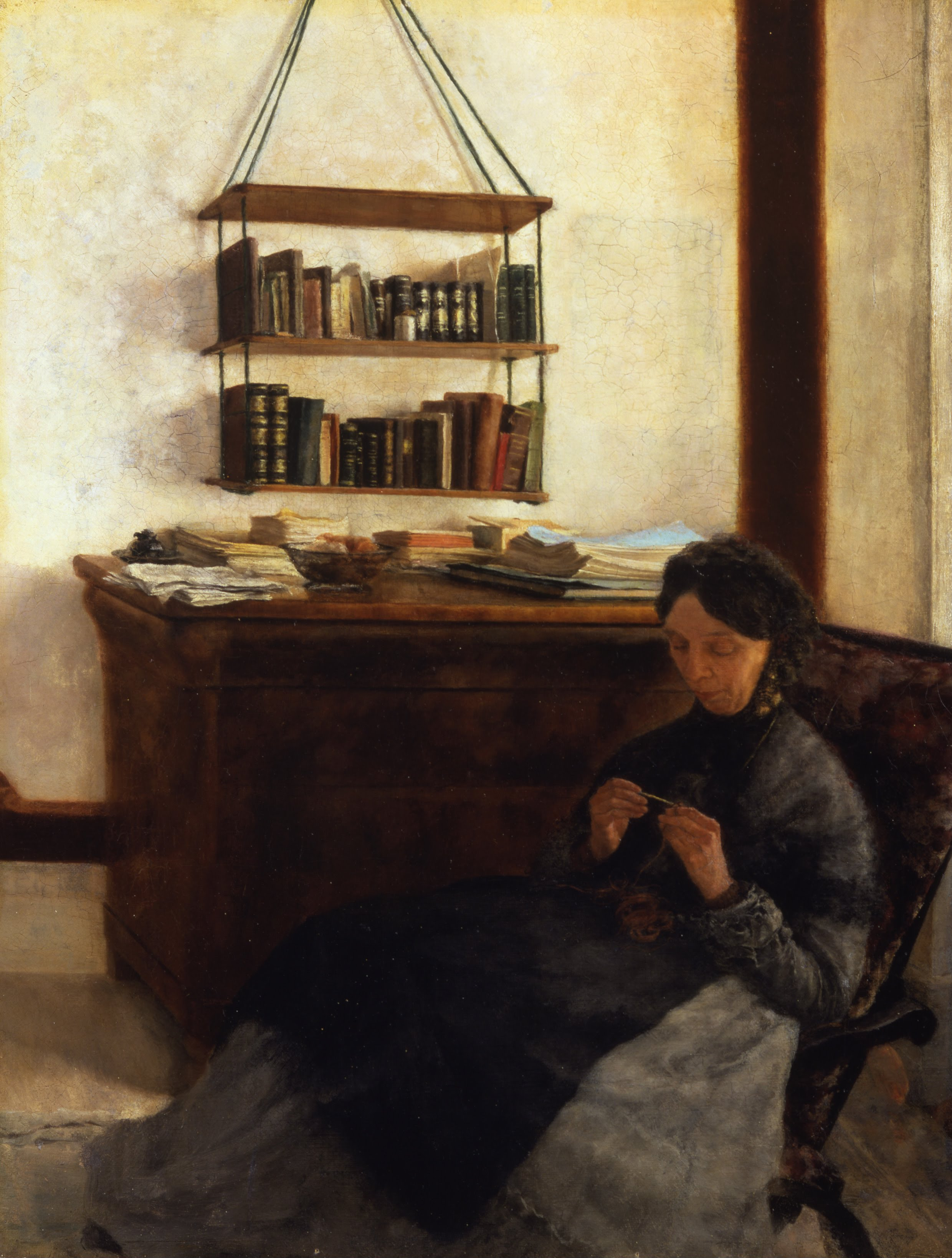
Ritratto della madre, 1877

Louis Eysen (Manchester, 23 novembre 1843 – Monaco di Baviera, 21 luglio 1899) è stato un pittore e incisore tedesco.

## Biografia
Formatosi a Francoforte, visse tra il 1869 e il 1870 a Parigi.
Si trasferì poi a Taunus, dove risiedette fino al 1879 e dove si dedicò soprattutto alla pittura di paesaggio.
Le cattive condizioni di salute lo portarono a Merano, dove continuò la sua produzione paesaggistica. Molto caratteristici furono i dipinti rappresentanti i contadini altoatesini, gli interni e le nature morte. Si diede inoltre all'incisione su legno di paesaggi di altri pittori, tra i quali Hans Thoma.
Morì sconosciuto a Monaco di Baviera. La sua fama crebbe postuma, grazie alle mostre organizzate a Merano proprio dal Thoma.